# Tingstads församling
Tingstads församling var en församling i Linköpings stift inom Svenska kyrkan i Norrköpings kommun. Församlingen uppgick 2010 i Norrköpings S:t Johannes församling.
Församlingens kyrkor var Tingstads kyrka.
Befolkningen i församlingen var 2006 5 024 invånare.

## Administrativ historik
Församlingen har medeltida ursprung.
Församlingen utgjorde till 1 maj 1927 ett eget pastorat, därefter var den till 1962 annexförsamling i pastoratet Styrstad och Tingstad. Från 1962 till 1992 var församlingen annexförsamling i pastoratet Norrköpings S:t Johannes, Styrstad och Tingstad. 1992 utbröts en del av denna församling för att uppgå i den då nybildade Vrinnevi församling, samtidigt kom Tingstads församling att till 2010 utgöra ett eget pastorat. Församlingen uppgick 2010 i Norrköpings S:t Johannes församling.
Församlingskod var 058108.

## Kyrkoherdar
Lista över kyrkoherdar. Prästbostaden låg vid Tingstads kyrka.
| Ämbetstid | Namn                                      | Levnadstid      | Övrigt                                    |
| --------- | ----------------------------------------- | --------------- | ----------------------------------------- |
| 1248      | Bryngildus                                |                 |                                           |
| 1401      | Olavus Georgii                            |                 |                                           |
| 1403      | Jønis                                     |                 |                                           |
| 1510      | Stenarus Sigvidi                          |                 |                                           |
| 1518–1526 | Andreas Olavi                             | –1526           |                                           |
| 1527      | Marcus Henrici                            |                 |                                           |
| 1541–     | Suno Laurentii                            |                 |                                           |
| 1555      | Andreas                                   |                 |                                           |
| 1568–1586 | Laurentius Petri                          | –1586           |                                           |
| 1587–1599 | Petrus Erici (Angermannus)                | –1599           |                                           |
| 1600–     | Petrus Olaui (Dalbo)                      |                 |                                           |
| 1609–1621 | Petrus Laurentii (Gothus, Tingstadhensis) | –1621           |                                           |
| 1623–1635 | Suno Erici (Rystadius)                    | –1648           | Senare kyrkoherde i Skällviks församling. |
| 1635–1659 | Jonas Andreæ Hellagius                    | –1659           |                                           |
| 1661–1674 | Ericus Schomerus                          | 1616–1674       |                                           |
| 1674–1690 | Johannes Martini                          | –1690           |                                           |
| 1692–1700 | Petrus Corylander                         | 1641–1700       |                                           |
| 1701–1722 | Andreas Lindvall                          | 1660–talet–1722 |                                           |
| 1724–1747 | Johan Wiman                               | 1687–1747       | Kyrkoherde och kontraktsprost.            |
| 1750–1763 | Magnus Björn                              | 1701–1763       |                                           |
| 1764–1776 | Jöns Hvalbeck                             | 1704–1776       |                                           |
| 1777–1798 | Magnus Palmblad                           | 1728–1798       |                                           |
| 1799–1823 | Sven Lidman                               | 1754–1823       | Kyrkoherde och prost.                     |
| 1825–1827 | Johan Gustaf Mühlenderlein                | 1786–1827       |                                           |
| 1829–1844 | Olof Löwendal                             | 1774–1844       | Kyrkoherde och prost.                     |
| 1847–1855 | Per Gustaf Adler                          | 1794–1855       |                                           |
| 1859–1881 | Jonas Otto Kastman                        | 1798–1881       | Kyrkoherde och prost.                     |
| 1884–1893 | Carl Johan Alfred Gustafsson              | 1837–1893       |                                           |
| 1900–1917 | Theodor Gothingius                        | 1837–1917       |                                           |

## Klockare, kantor och organister
| Ämbetstid | Namn                     | Levnadstid | Övrigt                            |
| --------- | ------------------------ | ---------- | --------------------------------- |
| 1670–1675 | Nils Persson             |            | Klockare                          |
| 1685–1692 | Oluf                     |            | Organist                          |
| 1686–1698 | Oluf Nilsson             | 1657–1698  | Klockare                          |
| 1695      | Johan Persson            |            | Organist                          |
| 1699–1740 | Adam Nilsson             | 1687–1740  | Organist och klockare             |
| 1741–1742 | Carl Christofersson Lind | 1712–1742  | Organist och klockare             |
| 1743–1769 | Didrich Larsson          | 1719–1769  | Organist och klockare             |
| 1771–1807 | Emanuel Hagerstedt       | 1750–      | Organist och klockare             |
| 1807–1829 | Claes Fredrik Fahlstedt  | 1774–1829  | Organist och klockare             |
| 1831–1858 | Eric Gustaf Lindros      | 1809–1858  | Organist och klockare             |
| 1859–1890 | Carl Wilhelm Jarl        | 1839–      | Organist, klockare och skollärare |